# 李明博政権
李明博政権（イ・ミョンバクせいけん）は、韓国の第六共和国時代の5番目の政権。2008年2月25日の李明博大統領就任にはじまり、2013年2月24日の退任によって終焉を迎えた。

## 大統領・首相
| 役職名   | 氏名   | 在任期間                      | 所属政党              | 備考       |
| -------- | ------ | ----------------------------- | --------------------- | ---------- |
| 大統領   | 李明博 | 2008年2月25日 - 2013年2月24日 | ハンナラ党 / セヌリ党 |            |
| 国務総理 | 韓昇洙 | 2008年2月29日 - 2008年9月28日 | ハンナラ党 / セヌリ党 |            |
| 国務総理 | 鄭雲燦 | 2009年9月29日 - 2010年8月11日 | 無所属                |            |
| 国務総理 | 尹増鉉 | 2010年8月11日 - 2010年10月1日 | 無所属                | 権限代行。 |
| 国務総理 | 金滉植 | 2010年10月1日 - 2013年2月26日 | 無所属                |            |

## 国務委員
| 役職名             | 氏名   | 在任期間                       | 所属政党              | 備考       |
| ------------------ | ------ | ------------------------------ | --------------------- | ---------- |
| 企画財政部長官     | 姜万洙 | 2008年2月29日 - 2009年2月9日   | ハンナラ党 / セヌリ党 |            |
| 企画財政部長官     | 尹増鉉 | 2009年2月10日 - 2011年5月31日  | 無所属                |            |
| 企画財政部長官     | 朴宰完 | 2011年6月1日 - 2013年3月22日   | ハンナラ党 / セヌリ党 |            |
| 教育科学技術部長官 | 金道然 | 2008年2月29日 - 2008年8月5日   | 無所属                |            |
| 教育科学技術部長官 | 安秉万 | 2008年8月6日 - 2010年8月30日   | 無所属                |            |
| 教育科学技術部長官 | 李周浩 | 2010年8月31日 - 2013年3月11日  | ハンナラ党 / セヌリ党 |            |
| 外交通商部         | 柳明桓 | 2008年2月29日 - 2010年9月4日   | 無所属                |            |
| 外交通商部         | 申珏秀 | 2010年9月5日 - 2010年10月7日   | 無所属                | 代行。     |
| 外交通商部         | 金星煥 | 2010年10月8日 - 2013年3月11日  | 無所属                |            |
| 統一部長官         | 金夏中 | 2008年3月11日 - 2009年2月11日  | 無所属                |            |
| 統一部長官         | 玄仁沢 | 2009年2月12日 - 2011年8月30日  | 無所属                |            |
| 統一部長官         | 柳佑益 | 2011年8月30日 - 2013年3月11日  | 無所属                |            |
| 法務部長官         | 金慶漢 | 2008年2月29日 - 2009年9月29日  | 無所属                |            |
| 法務部長官         | 李貴男 | 2009年9月30日 - 2011年8月10日  | 無所属                |            |
| 法務部長官         | 権在珍 | 2011年8月11日 - 2013年3月11日  | 無所属                |            |
| 国防部長官         | 李相熹 | 2008年2月29日 - 2009年9月22日  | 無所属                |            |
| 国防部長官         | 金泰栄 | 2009年9月23日 - 2011年12月3日  | 無所属                |            |
| 国防部長官         | 金寛鎮 | 2011年12月4日 - （朴槿恵政権） | 無所属                |            |
| 安全行政部長官     | 元世勲 | 2008年2月29日 - 2009年2月11日  | 無所属                |            |
| 安全行政部長官     | 李達坤 | 2009年2月20日 - 2010年3月4日   | ハンナラ党 / セヌリ党 |            |
| 安全行政部長官     | 孟亨奎 | 2010年4月15日 - 2013年3月11日  | ハンナラ党 / セヌリ党 |            |
| 文化体育観光部長官 | 柳仁村 | 2008年2月29日 - 2011年1月26日  | 無所属                |            |
| 文化体育観光部長官 | 鄭柄国 | 2011年1月27日 - 2011年9月19日  | ハンナラ党 / セヌリ党 |            |
| 文化体育観光部長官 | 崔光植 | 2011年9月20日 - 2013年3月11日  | 無所属                |            |
| 農林水産食品部長官 | 鄭雲天 | 2008年2月29日 - 2008年8月6日   | ハンナラ党 / セヌリ党 |            |
| 農林水産食品部長官 | 張太平 | 2008年8月6日 - 2010年8月30日   | 無所属                |            |
| 農林水産食品部長官 | 劉正福 | 2010年8月30日 - 2011年6月1日   | ハンナラ党 / セヌリ党 |            |
| 農林水産食品部長官 | 徐圭龍 | 2011年6月2日 - 2013年3月11日   | ハンナラ党 / セヌリ党 |            |
| 知識経済部長官     | 李允鎬 | 2008年2月29日 - 2009年9月18日  | 無所属                |            |
| 知識経済部長官     | 崔炅煥 | 2009年9月19日 - 2011年1月26日  | 無所属                |            |
| 知識経済部長官     | 崔重卿 | 2011年1月27日 - 2011年11月16日 | 無所属                |            |
| 知識経済部長官     | 洪錫禹 | 2011年11月16日 - 2013年3月11日 | 無所属                |            |
| 保健福祉家族部長官 | 金聖二 | 2008年3月13日 - 2008年8月6日   | 無所属                |            |
| 保健福祉家族部長官 | 全在姫 | 2008年8月6日 - 2010年3月19日   | ハンナラ党 / セヌリ党 |            |
| 保健福祉部長官     | 全在姫 | 2010年3月19日 - 2010年8月25日  | ハンナラ党 / セヌリ党 |            |
| 保健福祉部長官     | 陳寿姫 | 2010年8月30日 - 2011年9月15日  | ハンナラ党 / セヌリ党 |            |
| 保健福祉部長官     | 林采民 | 2011年9月16日 - 2013年3月11日  | 無所属                |            |
| 環境部長官         | 李万儀 | 2008年3月12日 - 2011年6月1日   | 無所属                |            |
| 環境部長官         | 劉栄淑 | 2011年6月2日 - 2013年3月11日   | ハンナラ党 / セヌリ党 |            |
| 労働部長官         | 李永熙 | 2008年2月29日 - 2009年9月30日  | 無所属                |            |
| 労働部長官         | 任太熙 | 2009年10月1日 - 2010年7月5日   | ハンナラ党 / セヌリ党 |            |
| 雇用労働部長官     | 任太熙 | 2010年7月5日 - 2010年8月29日   | ハンナラ党 / セヌリ党 |            |
| 雇用労働部長官     | 朴宰完 | 2010年8月30日 - 2011年6月1日   | ハンナラ党 / セヌリ党 |            |
| 雇用労働部長官     | 李埰弼 | 2011年6月1日 - 2013年3月11日   |                       |            |
| 女性部長官         | 辺道潤 | 2008年3月13日 - 2009年9月29日  | 無所属                |            |
| 女性部長官         | 白喜英 | 2009年9月30日 - 2010年3月18日  | 無所属                |            |
| 女性家族部長官     | 白喜英 | 2010年3月19日 - 2011年9月15日  | 無所属                |            |
| 女性家族部長官     | 金錦来 | 2011年9月16日 - 2013年3月11日  | ハンナラ党 / セヌリ党 |            |
| 国土交通部長官     | 鄭鍾煥 | 2008年2月29日 - 2011年6月1日   | 無所属                |            |
| 国土交通部長官     | 権度燁 | 2011年6月2日 - 2013年3月11日   | 無所属                |            |
| 特任長官           | 朱豪英 | 2009年9月30日 - 2010年8月29日  | ハンナラ党            |            |
| 特任長官           | 李在五 | 2010年8月30日 - 2011年9月19日  | ハンナラ党 / セヌリ党 |            |
| 特任長官           | 金海鎮 | 2011年9月19日 - 2012年1月9日   |                       | 権限代行。 |
| 特任長官           | 金起龍 | 2012年1月10日 - 2012年2月24日  | ハンナラ党 / セヌリ党 | 権限代行。 |
| 特任長官           | 高興吉 | 2012年2月24日 - 2013年3月23日  | ハンナラ党 / セヌリ党 |            |